# Sówka (Wysoka Góra)
Sówka (niem. Eulenhof) – część wsi Wysoka Góra w Polsce, położona w województwie warmińsko-mazurskim, w powiecie kętrzyńskim, w gminie Srokowo. Wchodzi w skład sołectwa Srokowo.
W latach 1975–1998 Sówka administracyjnie należała do województwa olsztyńskiego.